# List Lentulusa do senatu rzymskiego
List Lentulusa do senatu rzymskiego – polskie tłumaczenie apokryficznego Listu Lentulusa.
Znane są dwa tłumaczenia oryginału na polski. Pierwsze zostało wpisane ok. połowy XV w. przez nieznanego autora do rękopisu datowanego na lata 1417-1418. Tytuł List Lentulusa do senatu rzymskiego został nadany przez późniejszych wydawców.  Inne tłumaczenie, być może autorstwa Baltazara Opeca, zostało umieszczone w drukowanym Żywocie Pana Jezu Krysta (1522) pod tytułem O postawie Jezu Krystowej.
Dzieło jest krótkim utworem prozatorskim dotyczącym Jezusa. Najpierw pojawia się opis jego cech fizycznych, jak wzrost, oblicze, włosy, czoło, nos, broda, spojrzenie, a następnie charakterologicznych. W zakończeniu znajduje się odwołanie do Dawida (Psalm 44 (45), 3) i kronik rzymskich.